# Fortunguavis xiaotaizicus
Fortunguavis xiaotaizicus (Фортунгуавіс) — вид викопних енанціорнісових птахів, що мешкав в крейдяному періоді. Викопні рештки знайшли у пластах формації Jiufotang у провінції Ляонін, Китай в 2014 році. Описаний з майже повного скелета, що містить відбитки пір'я.